# 結賀理
結賀理（11月8日—），日本女性漫畫家。神奈川縣出身。

## 作品
- 第七個傳說、全2冊、原名
- 天空忍傳（日语：天空忍伝バトルボイジャー）、全4冊、原名（原作：史村翔）
- 星際少年隊、全16冊、原名
- 奇幻戀魔戒（日语：ラズ・メリディアン）、全6冊、原名

以下未有中文版
- 倒凶十將傳（原作：庄司卓）（木棉花國際代理OVA動畫）
- 原名（原作：千葉克彥）
- 原名《GOLDEN CORRIDOR》

## 外部連結
- （日語）官方網站
- （日語）舊官方網站